# Raionul Selz, județul Tiraspol
Raionul Selz a fost unul din cele patru raioane ale județului Tiraspol din Guvernământul Transnistriei între 1941 și 1944.

## Localități
- Liman